# Ягельный Бор
Ягельный Бор — железнодорожная станция (тип населенного пункта) в Мурманской области. Входит в муниципальный округ город Оленегорск с подведомственной территорией. Расположена на губе Куреньга озера Имандра в 9 км от города.

## Население
| 2002 | 2010 |
| ---- | ---- |
| 6    | ↘0   |

По данным Всероссийской переписи населения 2010 года население, проживающее на территории населённого пункта отсутствует. На 2005 год в посёлке проживало 3 жителя.